# 葛力馬·巧言
葛力馬·巧言（Gríma Wormtongue），洛汗国王希优顿的私人顾问。受其堕落的白袍巫师萨鲁曼指示，使用魔法影响洛汗国王希优顿，使其误认为自己年老体衰而对王位失去实际控制。这个阴谋后来被白袍巫师甘道夫揭穿。
在魔戒系列电影双城奇謀中，他将失败的萨鲁曼的真知晶球自黑塔上推落地面，在小說中則沒有提及是誰將真知晶球丟下，不過從晶球的重要性可以判斷是巧言所為。
在托尔金的小说中。在第三纪元3019年11月3日，萨鲁曼与巧言·葛力马争执中，巧言用小刀割破萨鲁曼的喉咙，萨鲁曼被杀。随后巧言也死在佛拉多·巴金斯和山姆·詹吉带来的部队的亂箭下（電影︰終極延長版是給勒苟拉斯殺死）。